# مغارة بيت الوادي
مغارة بيت الوادي هي مغارة طبيعية في سوريا، في منطقة دوير رسلان، محافظة طرطوس.

## موقع المغارة
تقع في السلسة الجبلية الساحلية بسوريا على الحدود الشرقية لمحافظة طرطوس بين الدريكيش ومصياف ووادي العيون وهي تابعة إدارياً لناحية دوير رسلان على بعد 18 كم من الدريكيش. وتقع ضمن وادٍ بعمق 100 متر. وترتفع عن سطح البحر نحو 540 م.

### أصل التسمية
تنسب المغارة إلى نبع بنفس الاسم (بيت الوادي).

## تاريخ المغارة
يعود تاريخ المغارة إلى حوالي مليون سنة، وتشكلت من نهر جليدي حفر مسار المغارة في الجبل. وجدت البعثات الاستكشافية بقايا فخارية مكسرة تعود إلى (العصر الكالكوليتي 4500-3400 قبل الميلاد)، كما وجدت بقايا عظام إنسانية منثورة في أماكن عدة من المغارة، كما تكثر الكتابات على الجدران والصخور في وسط الصالات، البعض منها غير مقروء أو مفهوم.

### اكتشافها
اكتشفت في تموز/يونيو 1982.

## وصف المغارة
يخترق مغارة بيت الوادي نهر صغير، أما فتحتها الخارجية فهي بارتفاع مترين ونصف، والمدخل عبارة عن تشكيلات كلسية، وفي الداخل طبقة طينية تشكلت عبر الأزمان من براز الخفافيش. مايزال الكثير من الأنفاق والممرات تتناثر فيها بقايا عظام للإنسان ولبعض الحيوانات، وكذلك وجود فخاريات وأعمدة كلسية فيها كل ألوان الطيف وأيضاً يوجد أشكال من الصخور تشبه القرنبيط والإنسان والحيوان. تتميز بوجود مساحات و فراغات كبيرة داخلها تصل إلى 3 آلاف متر مربع. وتتصف المغارة بثبات درجة حرارتها صيفا وشتاء على 18 درجة مئوية وتمتد على عمق نحو 600-700 م وحدودها غير معروفة بشكل دقيق، وتمر بها مجموعة من السواقي والشلالات المائية الصغيرة.

## استثمارها سياحيا
قامت مديرية السياحة بطرطوس بعرض مشروع مغارة بيت الوادي في ملتقى الاستثمار الثاني 2006، إلا أنها لم تستثمر سياحيا حتى اليوم. أرجعت مديرية السياحة الأسباب إلى كون المغارة غير مدروسة بشكل علمي ومتكامل حتى الآن، وتم إغلاقها لعدة أسباب منها: عدم وجود مسارات آمنة للزيارة، التخوف من حصول انهيارات أو تساقط حجارة.